# Trudoxhill
Trudoxhill is een civil parish in het bestuurlijke gebied Mendip, in het Engelse graafschap Somerset met 423 inwoners.